# Elogiul nebuniei
Elogiul nebuniei (titlu original în latină Encomium moriae sive declamatio in laudem stultitiae, uneori prescurtat Laus stultitiae, „Lauda prostiei”) este principala scriere a gânditorului umanist Erasmus din Rotterdam, redactată în anul 1509 în timp ce se afla în vizită la prietenul său Thomas Morus, căruia i-a dedicat cartea. Titlul Enconium moriae este o aluzie la numele lui Morus și o aplicație a versetului din Evanghelia după Luca, unde Isus îi mulțumește Tatălui că „toate acestea le-ai ascuns deștepților și pricepuților și le-ai descoperit celor mici”.

## Gen literar
Cartea se încadrează în genul „literaturii nebunilor”, care satirizează aparențele unei lumi care se autoamăgește cu propria inteligență, știință și moralitate, lipsită fiind de capacitatea de a recepta și deschide noi perspective și orizonturi. În 1510, aproape concomitent cu Elogiul nebuniei, a fost publicată în volum culegerea de povestiri despre Til Eulenspiegel („Til Buhoglindă”), un personaj popular care, sub masca nebuniei, deconspiră îngustimea și viciile lumii aparent corecte. 